# 케이틀린 피츠제럴드
케이틀린 피츠제럴드(Caitlin Fitzgerald, 1983년 8월 25일 ~ )는 미국의 배우이다.